# スマスロ
スマスロは、2022年11月から導入が始まった、新たな形態のパチスロ機。正式名称はスマートパチスロだが、一般には略称である「スマスロ」が広く使われている。

## 概要
2021年10月1日に内規変更が発表され、同日より保通協試験へのメダルレス機の持ち込み申請予約が開始された。後にメダルレス機の正式名称はスマートパチスロとなり、スマスロの愛称として2022年11月21日より導入開始され、当初デビュー予定だった4機種のうち3機種が同日より稼働を開始した。
スマスロは、単なるメダルレス機というだけではなく、従来のパチスロ機（6.5号機）と比較しても出玉性能部分の規制が緩和されており、2023年4月に登場した『L北斗の拳』（サミー）の大ヒットによってスマスロ人気を決定付けることとなり、以降は各メーカーが次々とスマスロの機種を発売するに至っている。
従来のパチスロ機が遊技時にメダルを使用するのに対し、スマスロではメダル枚数やクレジットを専用のカードリーダーユニットとパチスロ機で管理することにより「メダル不要でプレイできる」という点が最大の特徴である。また、スマスロでは機種個体別に固有IDが与えられており、認証確認のためにインターネット接続が必須となる。
従来のCR機で使用されるものに似た専用カードリーダーユニットとのセットとなり、専用ユニットに現金またはICカード類を投入し、そこからクレジットをスマスロ本体に転送することでメダル投入を行い、遊技終了時は逆にスマスロに溜まったクレジットを「計数ボタン」でユニット側に転送し、情報を記録したICカードを排出する形となる。スマスロの筐体も、物理的なメダルを使用しないことから、内部にホッパーがない、メダル投入口やコインセレクターがない、下皿部分が小物置き的な扱いとなりデザインが変更されるなど、従来のものとはやや形状が異なっている。
スマスロでの遊技情報は、随時日本電動式遊技機工業協同組合（日電協）の運営する「遊技機情報センター」に送信される。同センターではスマスロについて、射幸性が過度に高まっていないかの監視と同時に、いわゆるゴト防止に関する対策も行うことになっている。
一方で、筐体価格が高額・専用ユニットの導入が必須といった点からパチンコ店の経営を圧迫するとして一部で批判もあり、実際スマスロの導入開始を契機に閉店・廃業に踏み切る店も少なくない。また世界的な半導体不足を背景に、そもそもスマスロの供給台数が限られているという問題もあり、「経営体力のある大手チェーンを利するだけ」という意見もある。
なお、パチンコでも遊技時にパチンコ球に触れる必要がない（遊技機の中に球が封入されており、差玉情報のみが外部出力される）タイプの台として「スマパチ」（スマートパチンコ）が存在しており、2023年4月より全国的に導入されている。

## 特徴
スマスロでは以下の特徴がある。
- メダルを入れる作業が無くなり、その分をプレイ時間に回すことが可能。メダル枚数は専用カードリーダーユニットとスマスロ機で管理する。
- メダル機で発生していたメダル詰まりやホッパーエラー等の機械トラブルが起きにくく、保守管理が従来機と比べて簡易化された。しかしながら、ユニット側の故障及び通信不良などにより遊技が開始できないなど､頻度は低いがこれまででは存在しなかった別のトラブルが発生するようになっている。
- 大型ホールで導入されている玉やメダルの循環や保管・洗浄ユニットのような大型設備が不要。大型設備が導入出来ない中・小規模店舗でも導入しやすい。
- 機種個体別に固有IDが与えられており、認証確認のためのインターネット環境が必須のため、スマスロ本体と接続する多量のLANケーブルと、LANケーブルを接続できる業務用のスイッチやハブが別途必須。
- 2025年現在、内規上は6.5号機以降の機種と同様扱いとなっているが、有利区間のゲーム数上限が撤廃されている。但し、有利区間については従来通り有利区間から通常区間への転落の概念は残り、区間における最大獲得枚数が差枚数2400枚は据え置きとなっている。
- いわゆる「打ち止め」に相当する「コンプリート機能」を搭載しており、スマスロでは「最大獲得枚数19,000枚」で同機能が発動し、店側が一度台の電源を切り再度設定を変更するまではその台での遊技はできなくなる[6]。

その一方で、スマスロにはデメリットもあり、
- 有利区間ゲーム数上限の撤廃の影響で、有利区間切断後に上位AT等の出玉トリガーを搭載した機種が増加したことにより、メダルを吸い込むスピードが旧5号機や既存の6.5号機、6.6号機と比べても早く、また一撃性が強化されたことによって出玉の波が大きく、大きなプラスを記録することもあるが、逆に4号機時代と同様の非常に大きなマイナスを記録することもしばしば見られる。